# Hugh Beaumont
Eugene Hugh Beaumont (* 16. Februar 1909 in Eudora, Kansas; † 14. Mai 1982 in München, Bundesrepublik Deutschland) war ein US-amerikanischer Schauspieler und Fernsehregisseur.

## Leben
Beaumont besuchte zunächst die University of Tennessee at Chattanooga. 1931 begann er seine Karriere als Schauspieler, zunächst in lokalen Theatern und in Nachtclubs. Seit Beginn der 1940er-Jahre wirkte er in zahlreichen Hollywood-Spielfilmen mit. Nach anfänglichen Komparsenrollen, meist ohne Namensnennung im Abspann, arbeitete er sich allmählich zu substanziellen Rollen hoch. Ein erstes Karrierehoch hatte er zwischen 1946 und 1947, als er die Figur des Privatdetektivs Michael Shayne von Lloyd Nolan übernahm und diese Hauptrolle in fünf Spielfilmen der Filmreihe spielte. In den 1950er-Jahren bekleidete er einige Nebenrollen in Western, darunter der Oscar-nominierte Die Welt gehört ihm mit Tyrone Power sowie Die Uhr ist abgelaufen mit James Stewart. Der große Durchbruch zum Kinostar gelang Beaumont indes nie. Im Laufe der 1950er verlegte er sich deshalb verstärkt auf Fernsehrollen und übernahm Gastauftritte in Serien wie The Lone Ranger und Lassie.
Seine bekannteste Rolle erhielt Beaumont 1957 als gutherziger Familienvater Ward Cleaver in der Sitcom Erwachsen müßte man sein (Leave It To Beaver). Diese Figur stellte er bis 1963 in 234 Folgen dar. Vor allem in den USA besitzt die Serie bis heute Kultstatus. Im Lauf der Serie schrieb er einige Episodendrehbücher, unter anderem für das Serienfinale, und führte bei 25 Folgen die Regie. Nach der Einstellung der Serie trat er noch gelegentlich als Gaststar in Fernsehserien wie Die Leute von der Shiloh Ranch und Mannix in Erscheinung. Beaumonts filmisches Schaffen zwischen 1940 und 1971 umfasst annähernd 150 Film- und Fernsehproduktionen.
Nach einem Schlaganfall im Jahr 1972 beendete Beaumont seine Hollywood-Karriere. Er zog in die Nähe von Grand Rapids, Minnesota, wo er bereits zuvor mit seiner Familie regelmäßig die Sommermonate verbracht hatte, und betrieb dort eine Tannenbaum-Farm. Der Schlaganfall beeinträchtigte ihn für den Rest seines Lebens, doch im Gegensatz zu den ersten Prognosen seiner Ärzte erlernte er wieder das Laufen und Sprechen. In Grand Rapids betätigte er sich bei lokalen Theatergruppen als Schauspieler und Regisseur. Beaumont war nebenher auch ein zugelassener Prediger bei der Methodistenkirche, nachdem er 1946 an der University of Southern California den Master of Divinity in Theologie abgeschlossen hatte.
1942 heiratete er seine Schauspielkollegin Kathryn Adams Doty, die nach der Eheschließung ihre eigene Karriere beendete. Aus der 1974 geschiedenen Ehe gingen drei Kinder hervor. Hugh Beaumont starb 1982 im Alter von 72 Jahren an einem Herzinfarkt, während er seinen in München lebenden Sohn besuchte, den Psychologieprofessor Hunter Beaumont.

## Filmografie (Auswahl)
- 1940: Jack Pot (Kurzfilm)
- 1940: Phantom Raiders
- 1941: Forbidden Passage (Kurzfilm)
- 1941: Unfinished Business
- 1942: To the Shores of Tripoli
- 1942: Wake Island
- 1943: Flucht in die Freiheit (Flight for Freedom)
- 1943: Ohne Rücksicht auf Verluste (Bombardier)
- 1943: Du Barry Was a Lady
- 1943: The Fallen Sparrow
- 1943: The Seventh Victim
- 1944: Dr. Wassells Flucht aus Java (The Story of Dr. Wassell)
- 1944: Song of the Open Road
- 1944: Das siebte Kreuz (The Seventh Cross)
- 1944: Sturzflug ins Glück (Practically Yours)
- 1945: Der Held von Burma (Objective, Burma!)
- 1945: Spionage in Fernost (Blood on the Sun)
- 1945: A Gun in His Hand (Kurzfilm)
- 1946: Die blaue Dahlie (The Blue Dahlia)
- 1947: Der parfümierte Killer (Railroaded!)
- 1948: Gier nach Geld (Money Madness)
- 1949: Tokio-Joe (Tokyo Joe)
- 1951: Sein letzter Verrat (The Last Outpost)
- 1951: Go for Broke!
- 1951: Trommeln der Wildnis (Savage Drums)
- 1951: Jules Verne – Die Reise zur geheimnisvollen Insel (Lost Continent)
- 1951: Der Cowboy, den es zweimal gab (Callaway Went Thataway)
- 1951: Mr. Belvederes zweite Jugend (Mr. Belvedere Rings the Bell)
- 1952: Ein Fremder ruft an (Phone Call from a Stranger)
- 1952: Die schwarzen Reiter von Dakota (Bugles in the Afternoon)
- 1952: Das Mädchen Frankie (The Member of the Wedding)
- 1952–1953: Racket Squad (Fernsehserie, 31 Folgen)
- 1953: Die Welt gehört ihm (The Mississippi Gambler)
- 1953: The Lone Ranger (Fernsehserie, Folge 3x21 Drei gottlose Halunken)
- 1953: Superman – Retter in der Not (Adventures of Superman, Fernsehserie, Folge 2x02)
- 1953–1956: Ihr Star: Loretta Young (Letter to Loretta, Fernsehserie, 7 Folgen)
- 1955: Flicka (My Friend Flicka, Fernsehserie, Folge 1x01)
- 1955, 1966: Lassie (Fernsehserie, 2 Folgen)
- 1956: Bungalow der Frauen (The Revolt of Mamie Stover)
- 1956: In den Klauen der Tiefe (The Mole People)
- 1957: Die Uhr ist abgelaufen (Night Passage)
- 1957–1963: Erwachsen müßte man sein (Leave It to Beaver, Fernsehserie, 234 Folgen)
- 1965: FBI jagt Phantom (The Human Duplicators)
- 1966–1967: Petticoat Junction (Fernsehserie, 3 Folgen)
- 1966–1968: Die Leute von der Shiloh Ranch (The Virginian, Fernsehserie, 3 Folgen)
- 1968–1970: Mannix (Fernsehserie, 3 Folgen)
- 1970: Dr. med. Marcus Welby (Marcus Welby, M.D., Fernsehserie, Folge 1x22)
- 1971: The Most Deadly Game (Fernsehserie, Folge 1x10)